# Loxandrus calathinus
Loxandrus calathinus är en skalbaggsart som beskrevs av Leconte 1878. Loxandrus calathinus ingår i släktet Loxandrus och familjen jordlöpare. Inga underarter finns listade i Catalogue of Life.